# Amailloux
Amailloux és un municipi francès situat al departament de Deux-Sèvres i a la regió de la Nova Aquitània. L'any 2007 tenia 825 habitants.

## Demografia

### Població
El 2007 la població de fet d'Amailloux era de 825 persones. Hi havia 309 famílies de les quals 74 eren unipersonals (25 homes vivint sols i 49 dones vivint soles), 120 parelles sense fills, 107 parelles amb fills i 8 famílies monoparentals amb fills.
La població ha evolucionat segons el següent gràfic:
Habitants censats

### Habitatges
El 2007 hi havia 379 habitatges, 319 eren l'habitatge principal de la família, 28 eren segones residències i 32 estaven desocupats. 369 eren cases i 8 eren apartaments. Dels 319 habitatges principals, 238 estaven ocupats pels seus propietaris, 76 estaven llogats i ocupats pels llogaters i 4 estaven cedits a títol gratuït; 3 tenien una cambra, 10 en tenien dues, 39 en tenien tres, 94 en tenien quatre i 172 en tenien cinc o més. 272 habitatges disposaven pel capbaix d'una plaça de pàrquing. A 145 habitatges hi havia un automòbil i a 140 n'hi havia dos o més.

### Piràmide de població
La piràmide de població per edats i sexe el 2009 era:
| Homes | Edats   | Dones |
| ----- | ------- | ----- |
| 0     | 95 o +  | 0     |
| 4     | 90 a 94 | 0     |
| 8     | 85 a 89 | 20    |
| 8     | 80 a 84 | 8     |
| 12    | 75 a 79 | 20    |
| 12    | 70 a 74 | 24    |
| 12    | 65 a 69 | 12    |
| 36    | 60 a 64 | 20    |
| 0     | 55 a 59 | 12    |
| 32    | 50 a 54 | 40    |
| 28    | 45 a 49 | 16    |
| 28    | 40 a 44 | 16    |
| 44    | 35 a 39 | 28    |
| 12    | 30 a 34 | 16    |
| 8     | 25 a 29 | 12    |
| 24    | 20 a 24 | 20    |
| 24    | 15 a 19 | 20    |
| 16    | 10 a 14 | 28    |
| 28    | 5 a 9   | 16    |
| 8     | 0 a 4   | 20    |

## Economia
El 2007 la població en edat de treballar era de 509 persones, 375 eren actives i 134 eren inactives. De les 375 persones actives 350 estaven ocupades (198 homes i 152 dones) i 25 estaven aturades (10 homes i 15 dones). De les 134 persones inactives 58 estaven jubilades, 31 estaven estudiant i 45 estaven classificades com a «altres inactius».

### Ingressos
El 2009 a Amailloux hi havia 338 unitats fiscals que integraven 828 persones, la mediana anual d'ingressos fiscals per persona era de 13.872 €.

### Activitats econòmiques
Dels 28 establiments que hi havia el 2007, 1 era d'una empresa extractiva, 1 d'una empresa de fabricació de material elèctric, 1 d'una empresa de fabricació d'altres productes industrials, 7 d'empreses de construcció, 7 d'empreses de comerç i reparació d'automòbils, 2 d'empreses de transport, 1 d'una empresa d'hostatgeria i restauració, 2 d'empreses financeres, 2 d'empreses immobiliàries, 1 d'una empresa de serveis, 2 d'entitats de l'administració pública i 1 d'una empresa classificada com a «altres activitats de serveis».
Dels 9 establiments de servei als particulars que hi havia el 2009, 1 era un taller de reparació d'automòbils i de material agrícola, 1 paleta, 3 guixaires pintors, 1 lampisteria, 1 empresa de construcció, 1 perruqueria i 1 restaurant.
Dels 2 establiments comercials que hi havia el 2009, 1 era una botiga de més de 120 m² i 1 una fleca.
L'any 2000 a Amailloux hi havia 61 explotacions agrícoles que ocupaven un total de 2.730 hectàrees.

## Equipaments sanitaris i escolars
El 2009 hi havia una escola elemental.

## Poblacions més properes
El següent diagrama mostra les poblacions més properes.